# Briscoe Motor Corporation

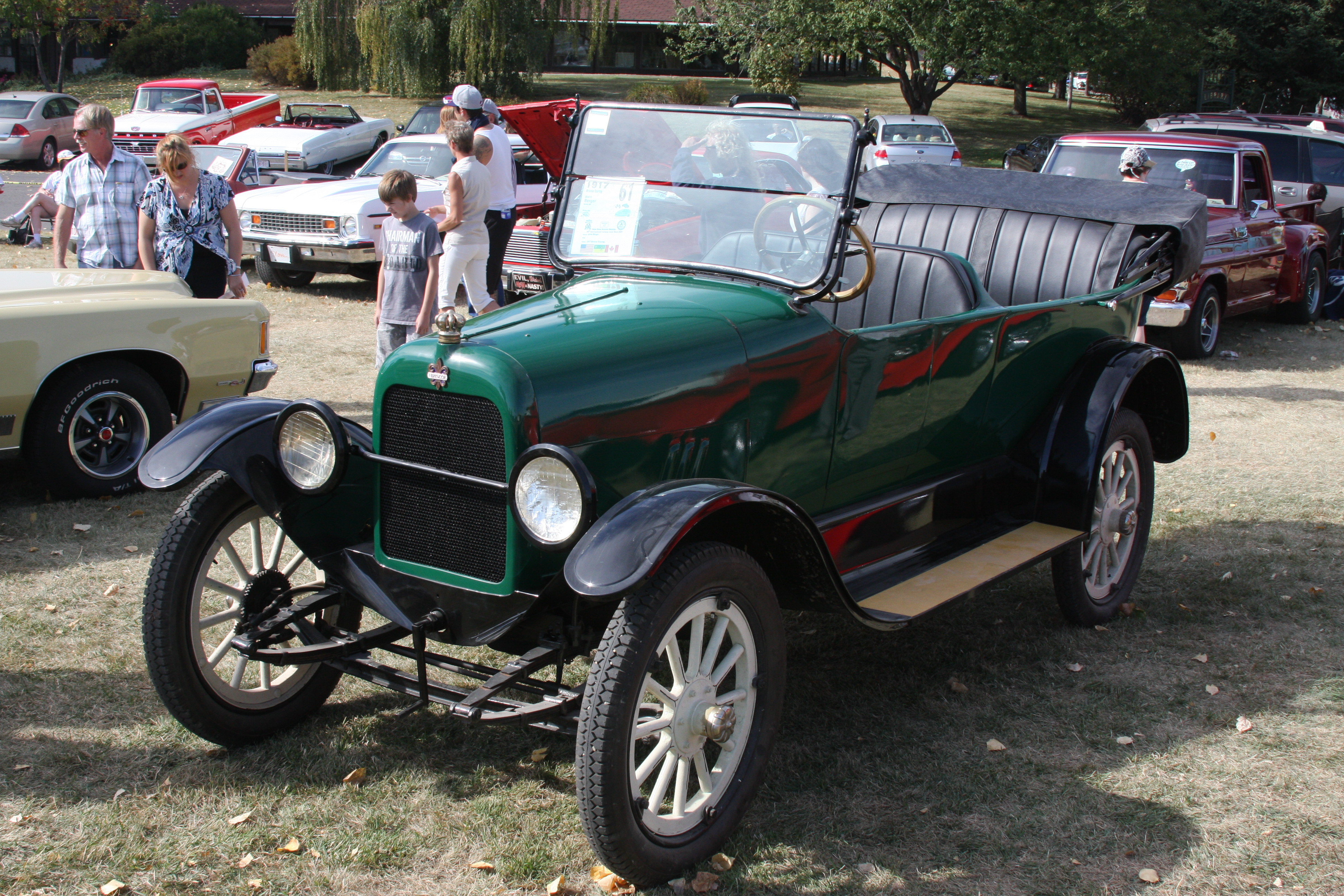
Briscoe-Tourenwagen von 1917

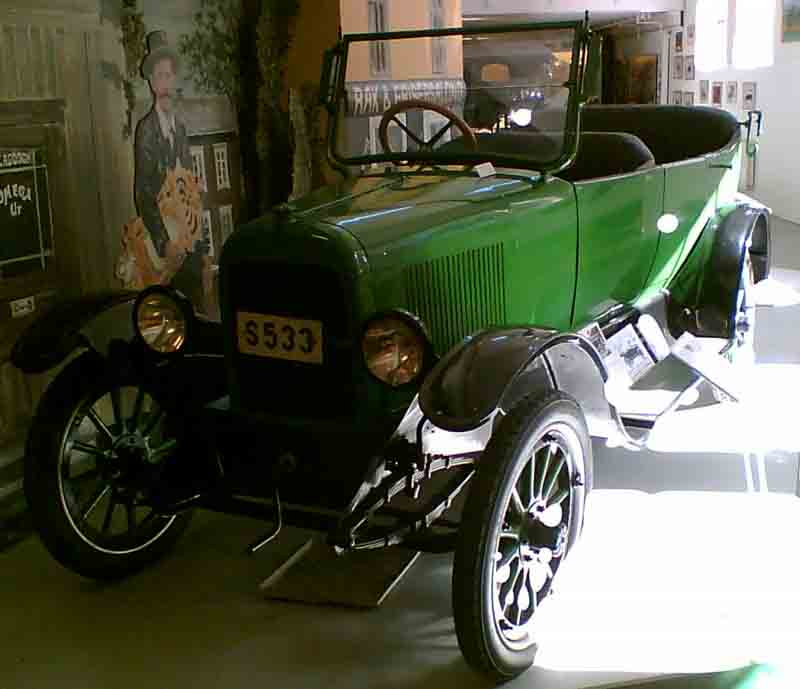
Briscoe Model B 4-24 von 1919

Briscoe Motor Corporation war ein US-amerikanischer Hersteller von Automobilen.

## Unternehmensgeschichte
Benjamin Briscoe betrieb vorher Maxwell Motor Company, Flint Automobile Company, Briscoe Frères und Argo Motor Company. 1914 gründete er das neue Unternehmen in Jackson in Detroit. Er begann mit der Produktion von Automobilen. Der Markenname lautete Briscoe. Das erste Fahrzeug wurde im Januar 1914 auf der New York Automobile Show präsentiert. Benjamin Briscoe übergab im März 1921 den Präsidentenposten an Clarence A. Earl und zog sich im Oktober 1921 ganz aus dem Unternehmen zurück. Im selben Jahr wurde das Unternehmen aufgelöst. Insgesamt entstanden über 56.000 Fahrzeuge.
In Kanada gab es ein Zweigwerk namens Canadian Briscoe Motor.
Earl gründete 1922 Earl Motors.

## Fahrzeuge
Von 1914 bis 1915 stand nur das Model B im Sortiment. Ein Vierzylindermotor mit L-Kopf leistete 33 PS. Der Radstand betrug 272 cm. Zur Wahl standen fünfsitzige Tourenwagen und dreisitzige Roadster.
Das Model 4-38 von 1916 hatte gegenüber dem bisherigen Modell einen auf 290 cm verlängerten Radstand, während der Motor gleich blieb.
Neu war 1916 das Model 8-38. Sein Achtzylindermotor leistete 35 PS. Radstand und Aufbauten waren gleich. Kunden hatten die Möglichkeit, das Vierzylindermodell zu kaufen und später auf Achtzylindermotor umbauen zu lassen.
1917 löste das Model B 4-24 alle Vorgängermodelle ab. Es hatte einen luftgekühlten Vierzylindermotor mit 24 PS Leistung. Das Fahrgestell hatte im ersten Jahr 267 cm Radstand, 1918 und 1919 264 cm Radstand und 1920 262 cm Radstand. 1917 und 1918 gab es fünfsitzige Tourenwagen, viersitzige Roadster, zweisitzige Runabout, Coachaire (wohl Coach) und ein leichtes Nutzfahrzeug. 1919 entfielen der Runabout und der Coachaire, während der Roadster nur noch zweisitzig war. 1920 standen sechssitziger Tourenwagen, zweisitziger Runabout, fünfsitzige Limousine und zweisitziges Coupé zur Auswahl.
Letztes Modell war 1921 das Model 4-34. Es hatte einen Vierzylindermotor mit 35 PS Leistung sowie 277 cm Radstand. Genannt sind fünfsitziger Tourenwagen, zweisitziger Roadster, dreisitziges Coupé und fünfsitzige Limousine.

## Modellübersicht
| Jahr      | Modell       | Zylinder | Leistung (PS) | Radstand (cm) | Aufbau                                                                               |
| --------- | ------------ | -------- | ------------- | ------------- | ------------------------------------------------------------------------------------ |
| 1914–1915 | Model B      | 4        | 33            | 272           | Deluxe-Tourenwagen 5-sitzig, Cloverleaf-Roadster 3-sitzig                            |
| 1916      | Model 4-38   | 4        | 33            | 290           | Tourenwagen 5-sitzig, Cloverlead-Roadster 3-sitzig                                   |
| 1916      | Model 8-38   | 8        | 35            | 290           | Tourenwagen 5-sitzig, Cloverlead-Roadster 3-sitzig                                   |
| 1917      | Model B 4-24 | 4        | 24            | 267           | Tourenwagen 5-sitzig, Club Roadster 4-sitzig, Runabout 2-sitzig, Coachaire, Delivery |
| 1918      | Model B 4-24 | 4        | 24            | 264           | Tourenwagen 5-sitzig, Runabout 2-sitzig, Roadster 4-sitzig, Coachaire, Delivery      |
| 1919      | Model B 4-24 | 4        | 24            | 264           | Tourenwagen 5-sitzig, Roadster 2-sitzig, Delivery                                    |
| 1920      | Model B 4-24 | 4        | 24            | 262           | Tourenwagen 6-sitzig, Runabout 2-sitzig, Sedan 5-sitzig, Coupé 2-sitzig              |
| 1921      | Model 4-34   | 4        | 35            | 277           | Tourenwagen 5-sitzig, Roadster 2-sitzig, Coupé 3-sitzig, Sedan 5-sitzig              |

## Produktionszahlen
| Jahr  | Produktionszahl |
| ----- | --------------- |
| 1914  | 4.938           |
| 1915  | 7.093           |
| 1916  | 8.149           |
| 1917  | 8.036           |
| 1918  | 8.193           |
| 1919  | 10.237          |
| 1920  | 6.120           |
| 1921  | 4.175           |
| Summe | 56.941          |